# Janina Juszko
Janina Juszko, po mężu Saxer (ur. 27 marca 1961) – polska i szwajcarska lekkoatletka, specjalizująca się w biegach długich i biegach górskich, medalistka mistrzostw Polski.

## Kariera sportowa
Była zawodniczką Górnika Wałbrzych, Zagłębia Lubin i Startu Polkowice.
Na mistrzostwach Polski seniorek zdobyła dwa srebrne medale w biegu maratońskim: w 1992 i 1993.  
Reprezentowała Polskę na mistrzostwach świata w biegach górskich, zajmując kolejno miejsca: 20. (1992), 33. (1994), 40. (1995). Następnie reprezentowała barwy Szwajcarii, w 1997 i 1998 zwyciężyła w klasyfikacji końcowej WMRA Alpine Grand Prix.
Rekordy życiowe:
- 3000 m: 9:26,80 (11.08.1991)
- 5000 m: 16:50,44 (4.06.1987)
- 10 000 m: 34:18,09 (30.07.1988)
- maraton: 2:40.16 (1.10.1989)